# Capitală

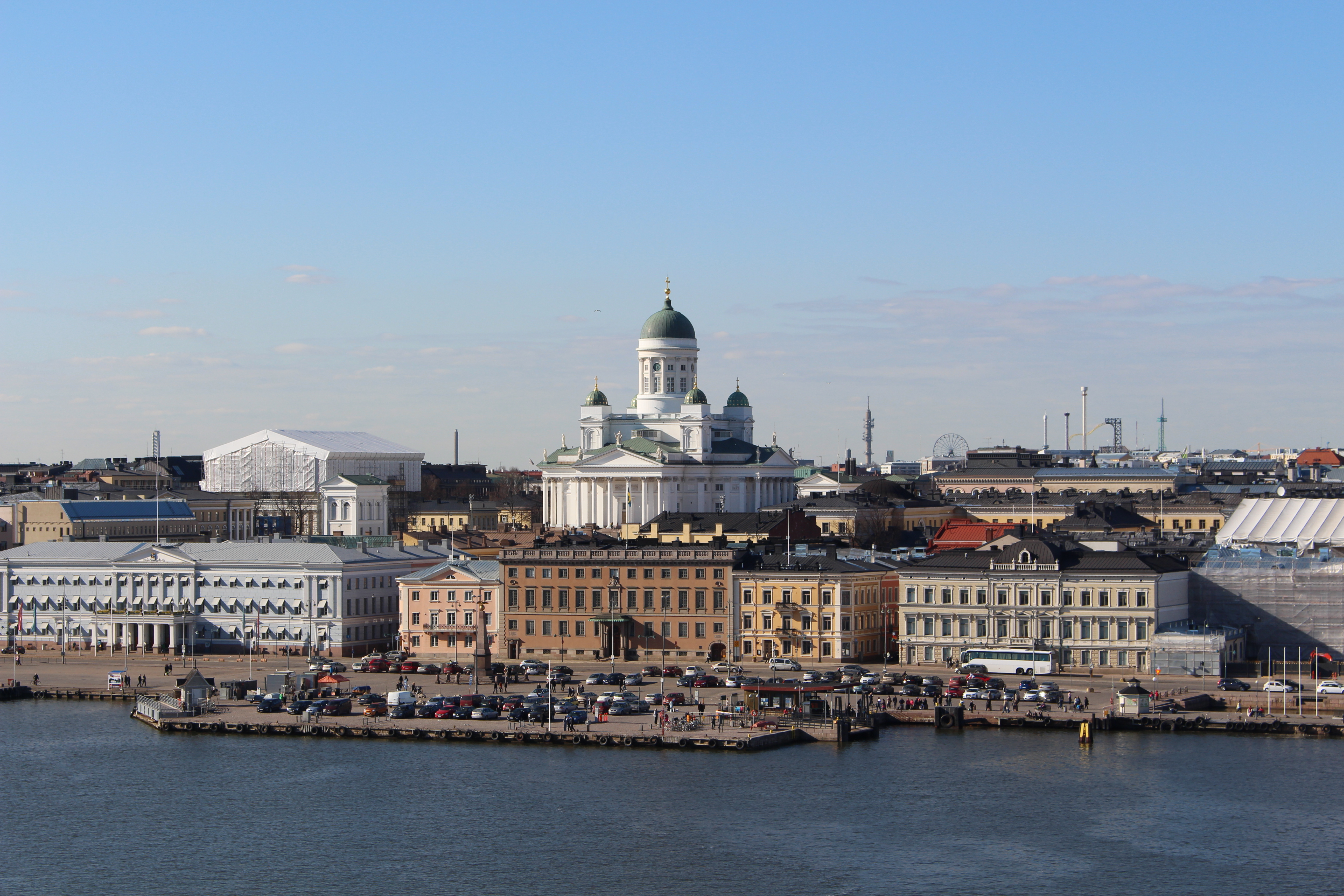
Helsinki (Finlanda)

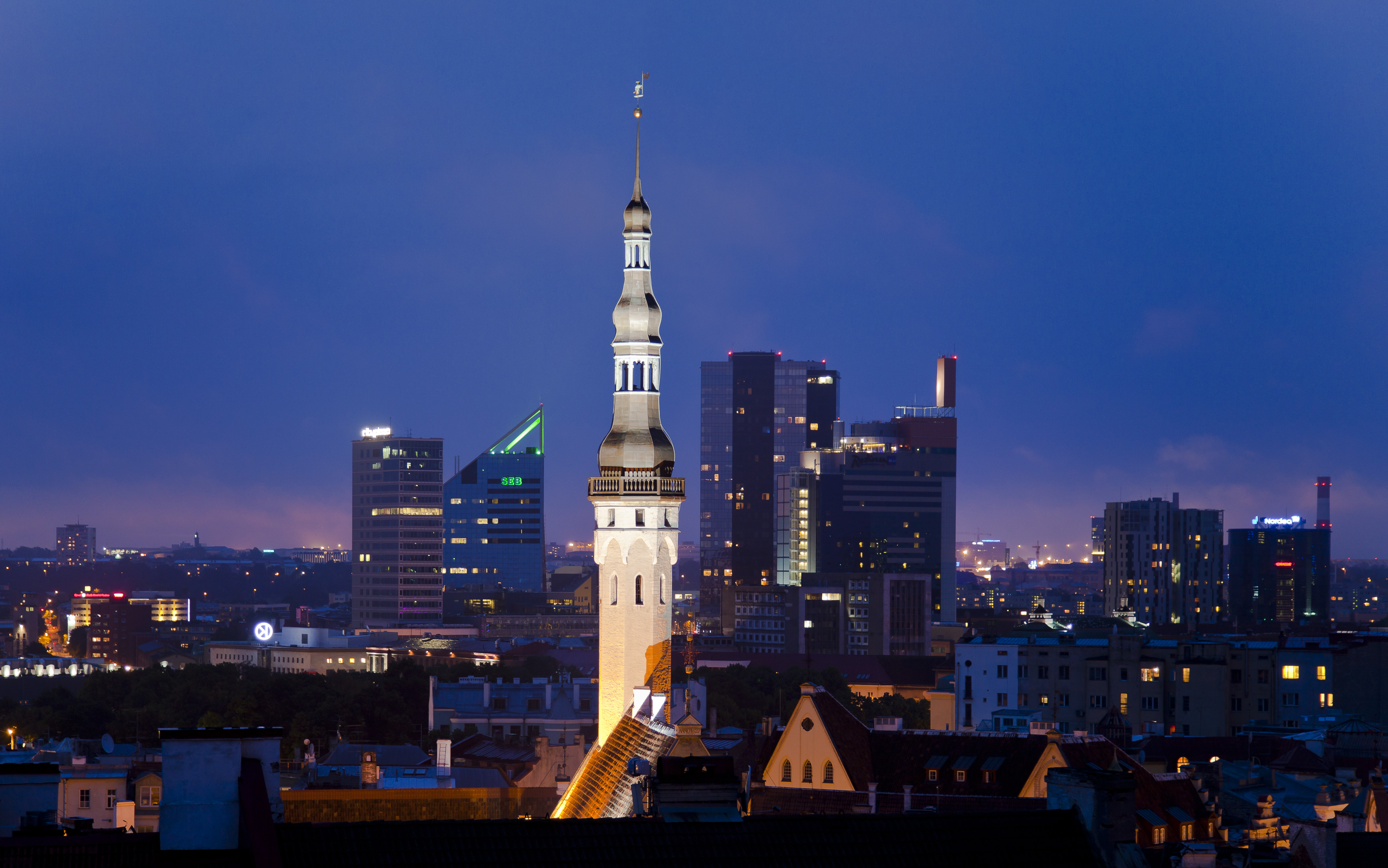
Tallinn (Estonia)

Capitala sau capitala politică a unei țări sau a unei alte entități politice este orașul ce conține sediul guvernului. 
Istoric, a fost și locul în care au fost concentrate diverse instituții economice în scopul protecției. 
O țară poate avea mai mult de o capitală oficială simultan. Sediul guvernului poate fi separat de celălalte capitale, sau se poate muta sezonier. Diferite filiale ale guvernului pot fi situate în diferite orașe.